# Beddomeia gibba
Beddomeia gibba é uma espécie de gastrópode  da família Hydrobiidae.
É endémica da Austrália.